# Балтимор Оріолз
Балтимор Оріолз (англ. Baltimore Orioles) (Іволги)  — професійна бейсбольна команда, розташована в місті Балтимор (США). Грає у Американській лізі Вищої ліги бейсболу.
Домашнім полем для Балтимор Оріолз є арена «Оріолс-парк на Камден-ярдс».
Команда заснована у 1883 в місті Мілвокі, (штат Вісконсин). У 1901 році команда стала членом Американської бейсбольної ліги. У 1902 році команда переїхала до міста Сент-Луїс. У 1954 році команда переїхала до міста Балтимор.
Команда мала декілька назв:
- Мілвокі Бруерс (англ. Milwaukee Brewers), 1901
- Сент-Луїс Браунс (англ. St. Louis Browns), 1902 — 1953
- Балтимор Оріолс, (англ. Baltimore Orioles), 1954 — донині.

Оріолз виграли Світову серію чемпіонату MLB у 1966, 1970 і 1984 роках.
З 1901 до кінця 2023 року загальний результат франшизи у перемогах і поразках складає 9,029–10,013–110 (.474). З моменту переїзду до Балтимора в 1954 році, "Оріолз" мають загальний показник у перемогах і поразках 5,567–5,459–12 (.505) станом на кінець 2023 року.

## Історія
Франшиза "Оріолз" бере свій початок від оригінальних "Мілуокі Брюерс" Західної ліги (ЗЛ), починаючи з 1894 року, коли ліга реорганізувалася. "Брюерс" залишалися членами ліги, коли ЗЛ перейменувала себе на Американську лігу (АЛ) у 1900 році. Наприкінці сезону 1900 року АЛ вийшла з Національної угоди бейсболу, формального розуміння між Національною лігою (НЛ) і молодшими лігами, і оголосила себе конкурентною вищою лігою. У 1901 році, у першому сезоні, коли АЛ діяла як вища ліга, "Брюерс" зайняли останнє місце серед восьми команд ліги.
У 1902 році команда переїхала до Сент-Луїса і стала називатися "Браунс", на честь оригінальної назви клубу 1880-х років, який зараз відомий як "Сент-Луїс Кардиналс". Хоча в команді виступали посередні гравці, які не відмічались великими досягненнями, бейсболісти були дуже популярні серед вболівальників. У 1916 році, після багатьох років успіху серед вболівальників, Роберт Хеджес продав команду Філу Боллу, який доклав значних зусиль, щоб зробити "Браунс" конкурентоспроможними. Однак період Болла був відзначений помилками, включаючи звільнення Бранча Рікі, що зрештою пішло на користь "Кардиналам", які ділили Спортсменс Парк з "Браунс".
Після перемоги у Світовій серії 1983 року "Оріолз" гра команди пішла на спад, який досяг своєї кульмінації у сезоні 1988 року, коли вони програли перші 21 гри. У 1989 році "Оріолз" показали покращення, закінчивши на другому місці в АЛ Схід під девізом "Чому б і ні?" Відкриття стадіону Оріол Парк у Кемден Ярдс у 1992 році ознаменувало нову еру, і команда повернулася до плей-оф у 1996 і 1997 роках. Однак кінець 1990-х і 2000-ні роки характеризувалися сезонними поразками та спробами перебудови. "Оріолз" відродилися у 2010-х роках, потрапивши до плей-оф у 2012, 2014 та 2016 роках під керівництвом менеджера Бака Шоуолтера. Наприкінці десятиліття команда знову зазнала труднощів, що призвело до значної перебудови. 2020-ті роки позначені зусиллями з перебудови та розвитком молодих талантів, спрямованих на майбутню конкурентоспроможність.

## Виступи в післясезонні
З восьми оригінальних команд Американської ліги Оріолз стали останньою, яка виграла у Світовій серії, розгромивши у чотирьох іграх фаворитів Лос-Анджелес Доджерс у 1966 році.

## Власники клубу

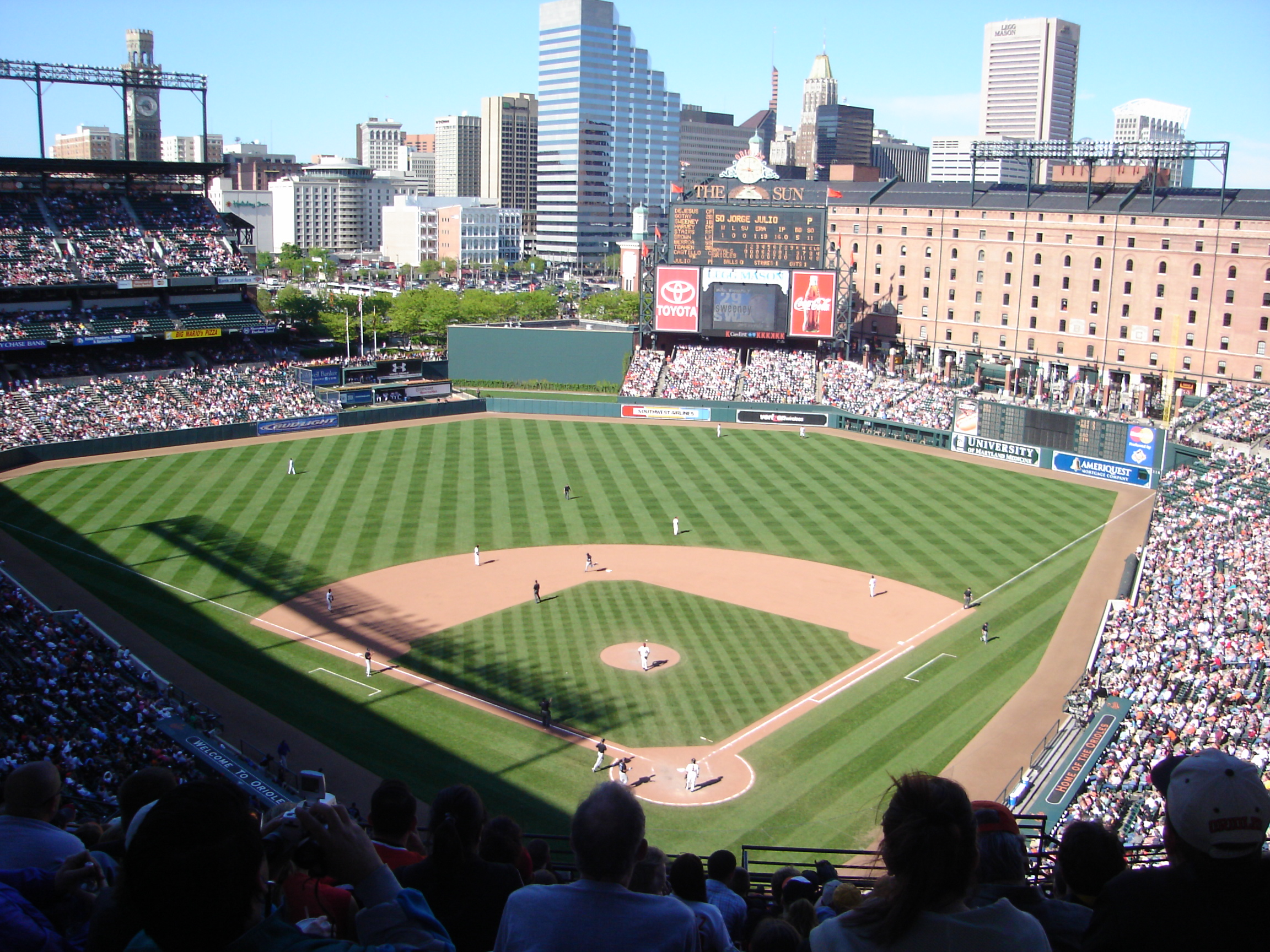
Оріолс Парк на Камдем Йардс

1 серпня 2024 року група мажоритарних власників Оріолз на чолі з мільярдером з приватних інвестицій Девідом Рубенштейном взяла повний контроль над бейсбольною командою Балтимор Оріолз. Цього дня була закрита угода щодо купівлі акцій організації. Тепер частка Рубенштейна становить 100%.
| Рік     | Гра Вайлд-кард    | Гра Вайлд-кард | Дивізійна серія АЛ | Дивізійна серія АЛ | Чемпіонська серія АЛ | Чемпіонська серія АЛ | Світова серія        | Світова серія |
| ------- | ----------------- | -------------- | ------------------ | ------------------ | -------------------- | -------------------- | -------------------- | ------------- |
| 1944[A] | Не гралася        | Не гралася     | Не гралася         | Не гралася         | Не гралася           | Не гралася           | Сент-Луїс Кардиналс  | П             |
| 1966[B] | Не гралася        | Не гралася     | Не гралася         | Не гралася         | Не гралася           | Не гралася           | Лос-Анджелес Доджерс | В             |
| 1969    | Не гралася        | Не гралася     | Не гралася         | Не гралася         | Міннесота Твінз      | В                    | Нью-Йорк Метс        | П             |
| 1970    | Не гралася        | Не гралася     | Не гралася         | Не гралася         | Міннесота Твінз      | В                    | Цинциннаті Редс      | В             |
| 1971    | Не гралася        | Не гралася     | Не гралася         | Не гралася         | Окленд Атлетикс      | В                    | Піттсбург Пайретс    | П             |
| 1973    | Не гралася        | Не гралася     | Не гралася         | Не гралася         | Окленд Атлетикс      | П                    |                      |               |
| 1974    | Не гралася        | Не гралася     | Не гралася         | Не гралася         | Окленд Атлетикс      | П                    |                      |               |
| 1979    | Не гралася        | Не гралася     | Не гралася         | Не гралася         | Каліфорнія Ейнджелс  | В                    | Піттсбург Пайретс    | П             |
| 1983    | Не гралася        | Не гралася     | Не гралася         | Не гралася         | Чикаго Вайт Сокс     | В                    | Філадельфія Філліз   | В             |
| 1996    | Не гралася        | Не гралася     | Клівленд Індіенз   | В                  | Нью-Йорк Янкіз       | П                    |                      |               |
| 1997    | Не гралася        | Не гралася     | Сієтл Маринерс     | В                  | Клівленд Індіенз     | П                    |                      |               |
| 2012    | Техас Рейнджерс   | В              | Нью-Йорк Янкіз     | П                  |                      |                      |                      |               |
| 2014    | Пропустили        | Пропустили     | Детройт Тайгерз    | В                  | Канзас-Сіті Роялс    | П                    |                      |               |
| 2016    | Торонто Блу-Джейс | П              |                    |                    |                      |                      |                      |               |
| 2023    | Пропустили        | Пропустили     | Техас Рейнджерс    | П                  |                      |                      |                      |               |

1. ↑ Виступали як Сент-Луїс Браунс
2. ↑ Цей та наступні роки виступали як Балтимор Оріолз